# Museu Nacional d'Arts Visuals (Uruguai)
El Museu Nacional d'Arts Visuals (MNAV) es troba als carrers Julio Herrera y Reissig i Tomás Giribaldi, al Parque Rodó de Montevideo, Uruguai. L'horari de visita és de dimarts a diumenge de 14:00 a 19:00. Com la majoria dels museus de l'Uruguai és d'entrada gratuïta.

## Història
Va ser creat per llei 3.932 del 10 de desembre de 1911, en principi va començar a funcionar per un any en l'ala esquerra del Teatre Solís, per després instal·lar-se on es troba actualment. Va ser tancat per un període de gairebé onze anys (1952-1962).
Depèn del Ministeri d'Educació i Cultura de l'Uruguai. Compta amb més de 6.000 obres, principalment d'autors uruguaians. Compta amb diverses sales, sala de conferències i biblioteca.

## Direcció
| Nom                              | Període        |
| -------------------------------- | -------------- |
| Domingo Laporte                  | (1911-1928)    |
| Ernesto Laroche                  | (1928-1940)    |
| José Luis Zorrilla de San Martín | (1940-1961)    |
| Muñoz del Campo                  | (1961-1969)    |
| Ángel Kalenberg                  | (1969-2007)    |
| Jacqueline Lacasa                | (2007-2009)    |
| Mario Sagradini                  | (2009-2010)    |
| Enrique Aguerre                  | (2010-present) |